# Inês de Courtenay
Agnes ou Inês de Courtenay (1133 - 1184/1185) foi a primeira esposa do rei Amalrico I de Jerusalém e uma figura influente neste reino cruzado. Era filha do conde Joscelino II de Courtenay com sua esposa Beatriz (viúva de Guilherme, senhor de Saone), irmã do conde Joscelino III de Edessa, mãe do rei Balduíno IV de Jerusalém e da rainha Sibila de Jerusalém.

## Família

Brasão de armas da família Courtenay, condes de Edessa

Desde 1118, a família Courtenay governou o Condado de Edessa, o estado cruzado do Levante mais a norte e a leste. Joscelino I de Courtenay chegou ao Médio Oriente na Cruzada de 1101 e, por serviços prestados ao seu primo direito Balduíno II de Jerusalém, dele recebeu o condado.
Joscelino II sucedeu ao seu pai em 1131, e tentou sem sucesso defender as suas extensas fronteiras contra os hostis vizinhos muçulmanos. Inês cresceu em Edessa até à tomada da cidade pelo atabei Zengui a 24 de dezembro de 1144. Joscelino II fugira para Turbessel, onde se manteve no controlo do restante condado a oeste do rio Eufrates.
Em cerca de 1147/8, Joscelino II casou a filha com Reinaldo de Marach, um dos seus vassalos. O senhorio de Marache pertencera previamente a um senhor chamado Balduíno, morto em novembro de 1146, durante uma tentativa frustrada de reconquista de Edessa. Uma vez que Reinaldo não seria parente de Balduíno, é bastante possível que o conde tenha oferecido a mão da sua filha, na época com cerca de 15 anos de idade, ao mesmo tempo que confiava o senhorio a Reinaldo.
Sem deixar descendência, Reinaldo de Marache morreria na batalha de Inabe a 29 de junho de 1149, juntamente com Raimundo de Antioquia. Noradine aproveitou esta vitória para tomar o resto dos territórios de Edessa e parte do principado de Antioquia. Joscelino seria capturado na reconquista muçulmana de Turbessel a 4 de maio de 1150, e morreria na prisão da cidadela de Alepo em 1159.
Incapaz de assegurar a defesa dos seus domínios, em agosto de 1150 a condessa Beatriz vendeu o que restava do condado ao imperador bizantino Manuel I Comneno. Depois mudou-se com o tesouro da venda para Saone (actual Fortaleza de Saladino) no Principado de Antioquia, que tinha herdado do seu primeiro marido. Posteriormente mudar-se-ia para o Reino Latino de Jerusalém, juntamente com a sua família. Não existem registos de Beatriz, Inês e do jovem Joscelino III de Edessa em Jerusalém antes de 1157.

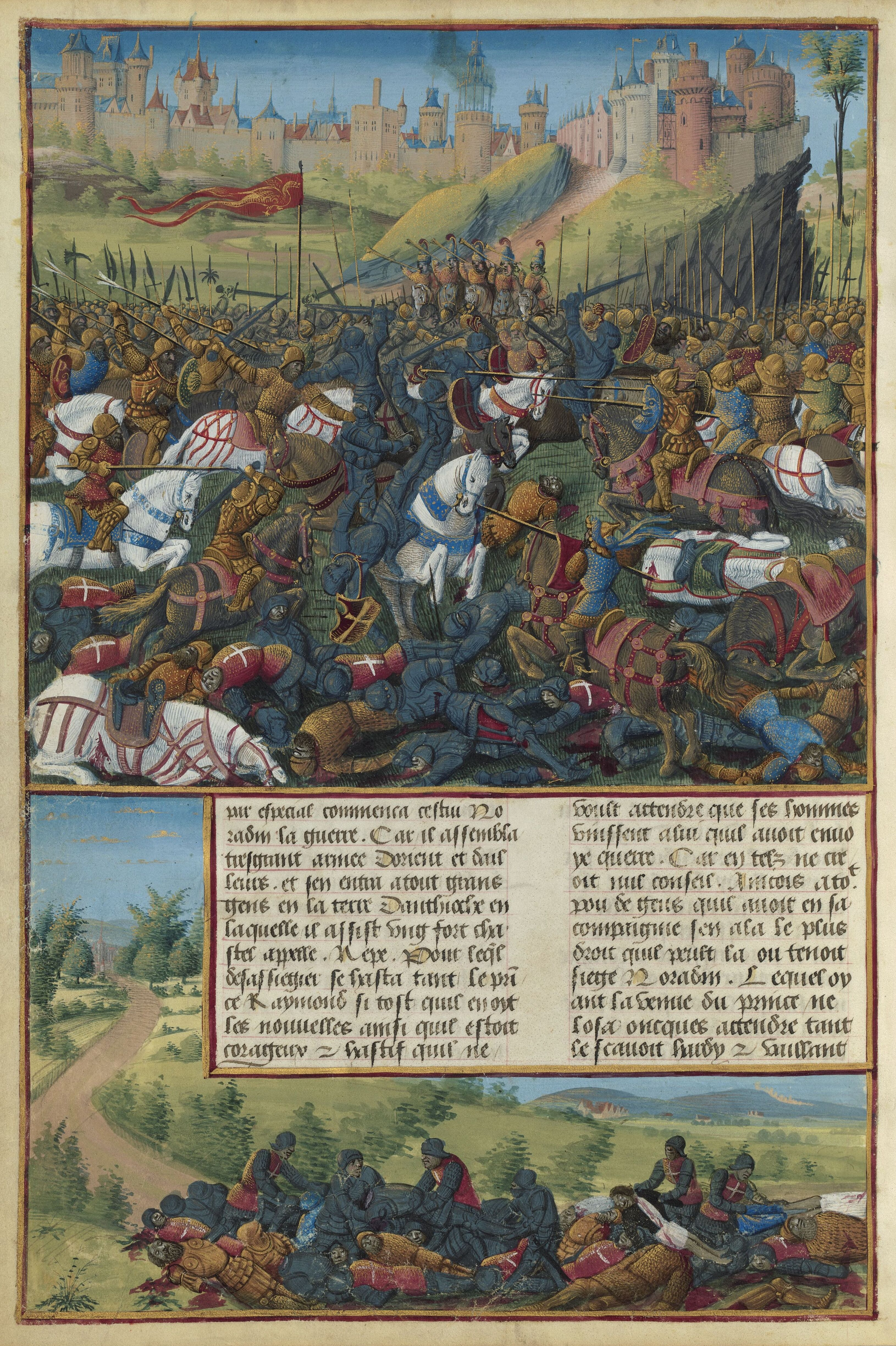
Ilustração da batalha de Inabe na Passage outremer (século XIV)

Inês terá contraído noivado, e possivelmente casamento, com o irmão mais velho de Balião de Ibelin, Hugo, que acabaria por ser capturado em batalha. Em 1157, o então conde Amalrico I de Jafa e Ascalão, herdeiro aparente do seu irmão Balduíno III de Jerusalém, desposou-a após, segundo alguns relatos, a ter sequestrado contra a sua vontade. Deste casamento nasceram:
- Sibila (1159/1160-1190), rainha de Jerusalém de 1186 a 1190 com Guido de Lusinhão, sucedendo ao seu filho Balduíno V de Jerusalém
- Balduíno IV (1161–1185), sucessor do pai no trono de Jerusalém, governando de 1174 a 1185
- Alice, morreu durante a infância

O patriarca latino de Jerusalém Foucher de Angoulême opunha-se a este matrimónio por motivos de consanguinidade, uma vez que ambos os noivos possuíam um trisavô em comum, Guido I de Montlhéry, pelo que provavelmente só se casaram depois da morte do patriarca. Fixaram morada na corte real, onde a rainha Melisende, que fora testemunha do seu casamento, exerceu pontualmente a regência em nome do seu filho Balduíno III enquanto ele estava em campanha.

## Anulação do casamento

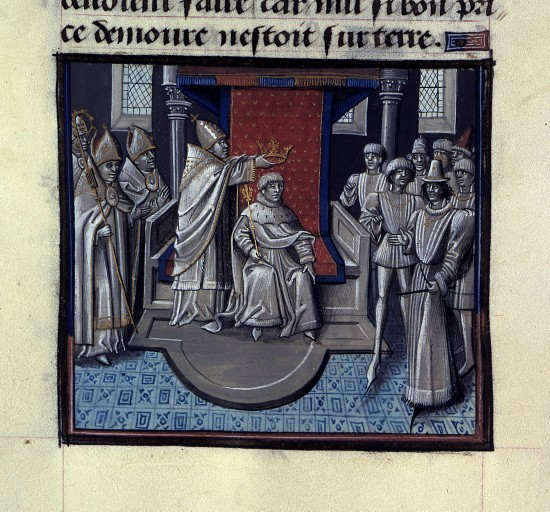
Coroação de Amalrico I de Jerusalém (iluminura da Historia de Guilherme de Tiro e continuação, século XV, BNF)

Melisende foi vitimada por uma apoplexia em 1161, morrendo a 11 de setembro em Nablus, e no ano seguinte o rei Balduíno III morreu inesperadamente, sem filhos, deixando o Amalrico como herdeiro do trono.
É provável que se tenha temido que, caso Inês se tornasse rainha, o seu irmão Joscelino III, conde titular mas sem terras, sentisse apoios para elevar o seu estatuto no reino. É também possível que as objecções se baseassem em uma eventual bigamia de Inês que, segundo alguns cronistas e até historiadores modernos
teria contraído matrimónio, não apenas noivado, com Hugo de Ibelin.
Esta hostilidade contra Inês foi provavelmente exagerada pelo cronista Guilherme de Tiro, a quem alguns anos mais tarde esta impediu que fosse nomeado para o cargo de patriarca latino de Jerusalém. Os escritores que continuaram a obra de Guilherme perpetuaram a fama imoral de Inês «não deveria haver tal rainha numa cidade tão santa como Jerusalém». Descrita como frívola, ambiciosa e intriguista, por outro lado Inês era um alvo fácil por não possuir valor político - o condado de Edessa do seu irmão estava firmemente em posse dos zênguidas.
Os principais nobres da Haute Cour (a corte do reino de Jerusalém) recusaram-se a apoiar a coroação de Amalrico a menos que este anulasse seu casamento com Inês. Amalrico concordou, com a ressalva de que os seus filhos, Balduíno e Sibila, permanecessem herdeiros legítimos e legais do trono. Adicionalmente, Inês manteria o seu título matrimonial de condessa, juntamente com uma parte dos lucros do Condado de Jafa e Ascalão. Assim que as negociações foram concluídas, o casamento foi anulado por motivos de consanguinidade.

## Reinado de Amalrico I

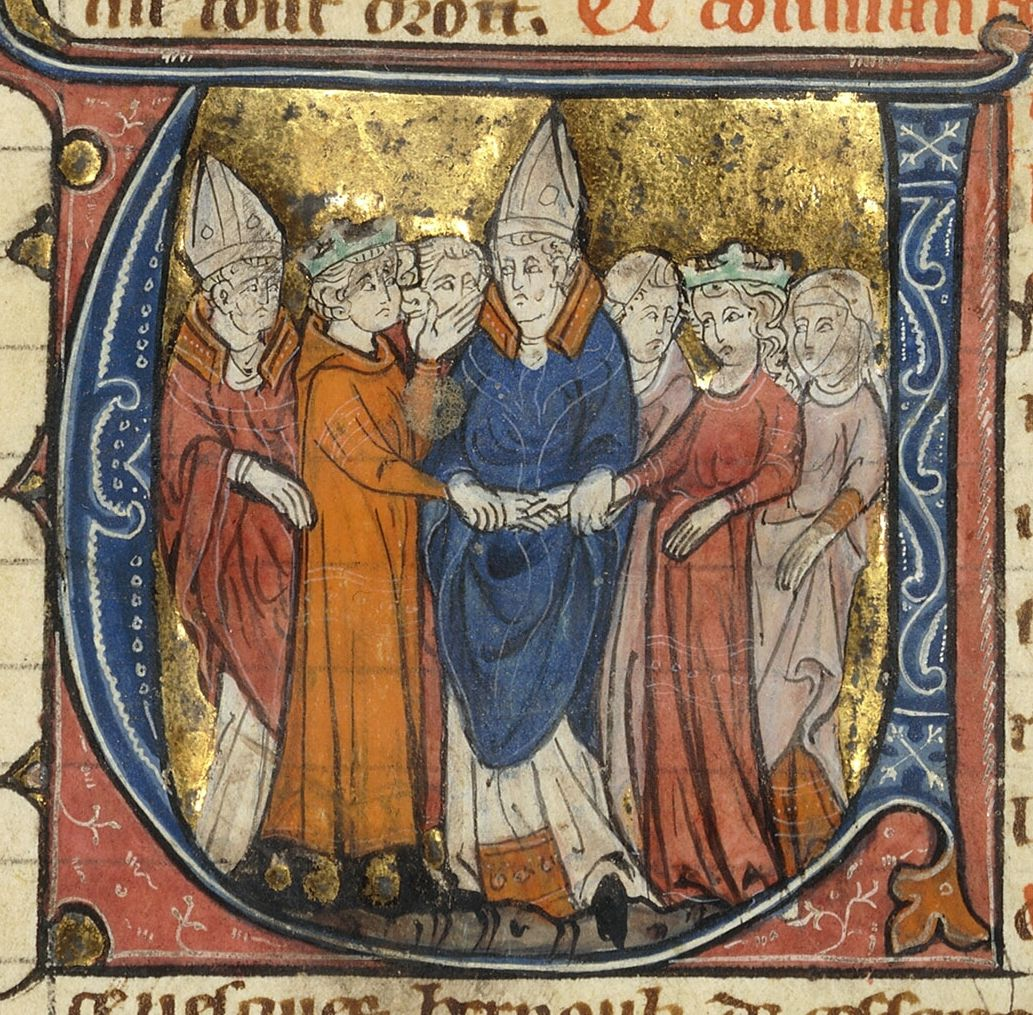
Iluminura do casamento de Amalrico I de Jerusalém com Maria Comnena

Apesar de a sua posição ter ficado assegurada no reino, foram tomadas disposições para Inês não ter influência na corte nem lugar na vida dos seus filhos: Balduíno foi educado por Guilherme de Tiro na corte e Sibila foi acolhida pela sua tia-avó Ioveta da Betânia no convento de São Lázaro. Em 1167, Amalrico fez uma importante aliança política com o Império Bizantino ao casar-se com a princesa Maria Comnena, sobrinha-neta do imperador Manuel I Comneno. Inês casou-se com o seu anterior noivo (ou reuniu-se com o seu anterior esposo) Hugo de Ibelin em 1163, mas este morreria durante uma peregrinação a Santiago de Compostela em c. 1169.
Inês contraíu um quarto casamento em 1170, com Reginaldo de Sídon. Uma passagem confusa na crónica de Guilherme de Tiro levou alguns historiadores a afirmar que o pai deste teria anulado este matrimónio também por motivos de consanguinidade, mas historiadores modernos desacreditam esta informação - na verdade, o pai de Reginaldo já tinha falecido, e a passagem provavelmente refere-se ao casamento com Amalrico. Em outras passagens, Guilherme e documentos oficiais continuam a referi-la como esposa de Reginaldo. Em dezembro de 1179 o casal foi testemunha de um foral, no qual o seu nome surge como "Inês, Condessa de Sídon". Este casamento terá provavelmente durado quatorze anos, até à sua morte. Também os rumores de Inês ter tomado alguns amantes, devido ao apoio político que conferiu a várias personalidades do reino, serão provavelmente fruto da má relação da condessa com o principal cronista da sua época.

## Reinado de Balduíno IV

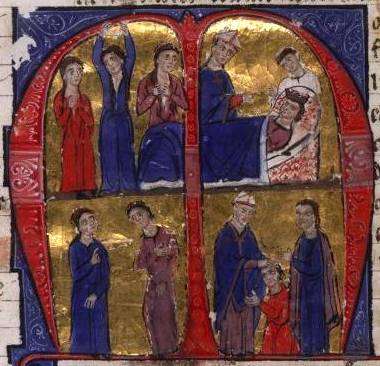
Morte de Amalrico I de Jerusalém e coroação de Balduíno IV (Historia de Guilherme de Tiro e continuação, São João de Acre, século XIII, BNF)

Amalrico I morreu a 11 de julho de 1174, subindo ao trono Balduíno IV de Jerusalém - leproso, na menoridade e sem esposa nem descendência. Miles de Plancy, o primeiro regente e bailio do jovem rei, foi acusado de abusar do seu cargo, pelo que os nobres do reino exigiram a sua renúncia. Perante a sua recusa, foi assassinado no final do ano durante uma viagem de inspecção a São João de Acre e Raimundo III de Trípoli, com o apoio de Reginaldo de Sídon, esposo de Inês, e dos Ibelin, a família do seu primeiro noivo, foi nomeado pela Haute Cour para o substituir.
Durante este período, Inês voltou à corte e restabeleceu relações com o filho. Chegaria a acompanhá-lo ao conselho do reino e até em campanhas militares. Devido à doença do jovem rei, a rainha viúva Maria Comnena pretendia que a sucessão recaísse na sua filha Isabel, pelo que mantinha uma rivalidade com Inês. Mas de momento, sem influência na corte, retirou-se para Nablus.
Sibila voltou à corte assim que atingiu idade núbil, e em 1176 o rei casou-a com Guilherme de Monferrato, concedendo-lhes o Condado de Jafa e Ascalão, de que Inês recebia parte das rendas por legado de Amalrico I. Guilherme morreria em 1177, deixando Sibila grávida do futuro Balduíno V de Jerusalém.
Ainda em agosto de 1176, o conde da Flandres Filipe da Alsácia chegou em cruzada à Terra Santa, pretendendo casar as irmãs de Balduíno IV com vassalos seus. Advogava para isto que tinha mais direitos do que o regente Raimundo III de Trípoli, por ser o parente mais próximo do rei por via paterna: Filipe era neto de Fulque de Jerusalém, e por isso primo direito de Balduíno; Raimundo era sobrinho de Melisende de Jerusalém, e assim primo direito do pai de Balduíno. Mas a Haute Cour recusou-lhe este direito, com Balduíno de Ibelin chegando a insultá-lo publicamente - os Ibelin eram os partidários da rainha Maria Comnena, pelo que possivelmente terão usado a sua influência para assim tentar casar uma das irmãs do rei com o próprio Balduíno de Ibelin. Ofendido, o flamengo abandonou o reino, preferindo então lutar nas campanhas do Principado de Antioquia.

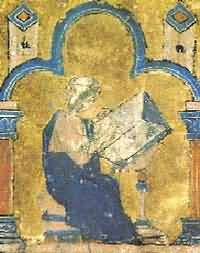
Guilherme de Tiro a escrever a sua Historia (tradução do francês antigo do século XIII, Biblioteca Nacional da França, Paris, MS 2631, f.1r)

Entretanto, Balduíno IV atingiu a maioridade aos 15 anos de idade, cessando a regência do conde de Trípoli. Inês foi uma figura influente na corte, apesar de não tanto quanto afirmaram alguns historiadores da época, influenciados por Guilherme de Tiro. Com 50 000 dinares do tesouro real e o auxílio de Raimundo III de Trípoli, resgatou o seu irmão Joscelino III, que seria nomeado senescal do reino e casado com Inês de Milly, filha de Henrique de Milly, senhor de Petra.
Também sob a influência da rainha-mãe, o genro de Balduíno de Ibelin, Amalrico de Lusinhão, foi nomeado condestável do reino em 1179. Esta nomeação terá ocorrido possivelmente de modo a afastá-lo politicamente da família do seu sogro, apesar de a continuação da Historia de Guilherme de Tiro (com forte tendência política para os Ibelin) alegar que a motivação fora ele ser amante de Inês.
No ano seguinte, Balduíno encarregou a mãe de nomear o Patriarca Latino de Jerusalém - previamente Balduíno III também tinha delegado a responsabilidade pelas nomeações de cargos da Igreja do reino à rainha Melisende. O escolhido foi Heráclio, arcebispo de Cesareia, e Guilherme de Tiro foi preterido. Terá sido esta a causa da hostilidade do cronista para com a rainha; a continuação da sua Historia chegou a afirmar que Heráclio era também amante de Inês.
A atitude popular dos muçulmanos locais quanto a Inês e ao seu filho seria registada pelo viajante Ibn Jubair: o rei cristão era chamado al-khinzir (o porco, referência ao animal considerado impuro, provavelmente relacionada com a sua doença e a sua fé cristã) e sua mãe Inês al-khinzira (a porca).

## Questão sucessória
Em 1179 Balduíno IV começou a planear o casamento de Sibila com Hugo III da Borgonha, mas na Primavera de 1180 ainda não tinha feito uma decisão. Aliado a Boemundo III de Antioquia, na Páscoa Raimundo III de Trípoli marchou sobre Jerusalém para tentar forçar o rei a casar a irmã com um favorito seu, provavelmente Balduíno de Ibelin, irmão mais velho de Balião. Em resposta, Balduíno apressou-se a casá-la com Guido de Lusinhão, irmão mais novo do condestável Amalrico, e Raimundo voltou a Trípoli sem entrar no reino.

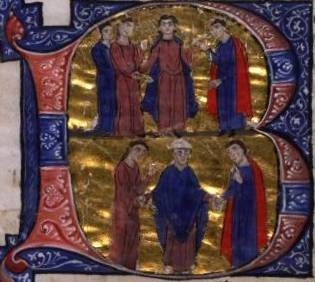
Noivado e casamento de Sibila de Jerusalém com Guido de Lusinhão (Historia de Guilherme de Tiro e continuação, século XIII)

Este casamento com um europeu era essencial para atrair ajuda militar externa ao Reino de Jerusalém. Filipe II de França ainda estava na menoridade, pelo que não se poderia esperar ajuda imediata deste reino; Guido era vassalo do rei Henrique II da Inglaterra, primo direito de Sibila que se obrigara perante o papado a peregrinação perpétua devido ao assassinato de Thomas Becket - havia a possibilidade de o monarca plantageneta fazer a penitência em cruzada.
Escrita no século XIII, a continuação da crónica de Guilherme de Tiro romantiza o evento a favor dos Ibelin e contra Inês: segundo a Historia, Sibila e Balduíno de Ibelin estariam apaixonados e, aquando da prisão deste por Saladino após a batalha do Vau de Jacob em 1179, os amantes teriam trocado correspondência; Sibila teria proposto Balduíno em casamento por carta, com a cerimónia marcada assim que libertado. Saladino teria estipulado uma soma muito avultada para o resgate de Balduíno, mas acabaria por o libertar sob promessa de realizar posteriormente o pagamento; Obrigado pela honra a pagar a soma, o Ibelin teria partido para Constantinopla, onde teria recebido uma dádiva do imperador Manuel I Comneno (cuja sobrinha-neta Maria voltara a casar, e com Balião, o irmão de Balduíno); mas na sua ausência, Inês teria persuadido Sibila (descrita como inconstante) a casar-se com Guido de Lusinhão. Na verdade, Balduíno de Ibelin estava em Jerusalém durante o período do casamento de Sibila, e o relato da Historia aqui mostra-se uma ferramenta de propaganda política no Reino de Jerusalém, deturpando a realidade dos factos conhecidos.
Em 1182 Balduíno IV — cego e sem poder andar devido à sua doença — nomeou Guido de Lusinhão seu regente. Sem controlo, Reinaldo de Châtillon assolava as caravanas muçulmanas, provocando uma crise diplomática entre Jerusalém e os aiúbidas. Em novembro do ano seguinte Saladino cercou o Castelo de Queraque, durante o casamento de Isabel de Jerusalém com Onofre IV de Toron. Carregado de maca e acompanhado de Raimundo III de Trípoli, o rei liderou imediatamente uma expedição para levantar o cerco. Guido de Lusinhão era um dos convidados dentro do castelo de Reinaldo, mas recusou-se a sair para enfrentar o sultão em batalha quando os cruzados estavam em posição vantajosa para o atacar em duas frentes. As forças muçulmanas acabariam simplesmente por retirar, mas o rei reconheceu falta de sentido político no cunhado, resolvendo afastá-lo e à irmã da sucessão.

## Últimos anos

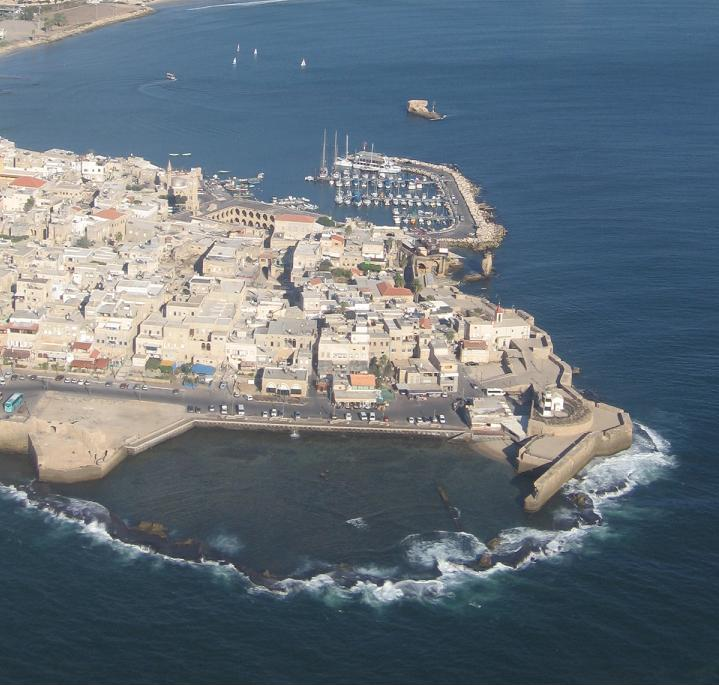
Cidade de São João de Acre, última morada de Inês de Courtenay

De volta a Jerusalém, o rei decidiu associar o seu sobrinho Balduíno V ao trono, tornando-o seu herdeiro e sucessor e coroando-o a 20 de novembro de 1183; nomeou novamente Raimundo III de Trípoli regente e bailio, durante o seu reinado e o do seu sobrinho. No entanto ainda continuou a governar pessoalmente o reino. No início de 1184 ainda tentou anular o casamento de Guido com Sibila, mas estes mantiveram-se nos seus domínios de Ascalão e não compareceram às necessárias cerimónias de anulamento. Se Balduíno V morresse durante a minoridade, deveria haver uma regência dos seus "herdeiros com mais direitos" até que os seus parentes maternos, o rei Henrique II da Inglaterra, e paternos, o rei Filipe II de França e o imperador Frederico Barbarossa do Sacro Império Romano-Germânico, julgassem entre as legitimidades sucessórias de Sibila e Isabel.
Ainda no mesmo ano, Balduíno concedeu à mãe o usufruto (renda da produção) do feudo de Toron. Mas a saúde de Inês decaía, pelo que acabou por morrer nas suas propriedades em São João de Acre, entre setembro de 1184 e 1 de fevereiro de 1185, com aproximadamente 50 anos de idade. O seu viúvo Reginaldo de Sídon casou-se com Helvis, a filha mais velha de Maria Comnena com Balião de Ibelin, em ou após 1190. Balduíno IV morreria na Primavera de 1185, deixando o filho de Sibila como rei e Raimundo como regente. Balduíno V, que nunca fora uma criança saudável, morreria no Verão de 1186, acabando por deixar Sibila como rainha e Guido como seu consorte.
Até recentemente, a imagem de Inês pintada por Ernoul e Guilherme de Tiro definiu o seu tratamento na história, sem levar em conta os interesses políticos destes cronistas. Do mesmo modo, na ficção histórica surge invariavelmente como uma mulher envelhecida, lasciva e promiscua, com um grau de beleza variando de autor para autor.